# André Masson (ingénieur)
Pour les articles homonymes, voir Masson et André Masson.
André Masson est un ingénieur-opticien et inventeur français né le 27 janvier 1921 à Paris et décédé le 14 janvier 2011 à Saint-Priest-en-Jarez (Loire).

## Biographie
Diplômé en 1948 de l'École supérieure d'optique, André Masson a effectué la quasi-totalité de sa carrière au sein de la société Angénieux. Après ses premières armes à l'OPL, il a été recruté par Angénieux en 1952 comme chef de l'atelier d'optique, puis a été nommé directeur scientifique-technique en 1954 et directeur général adjoint en 1982.
Premier collaborateur scientifique puis successeur de Pierre Angénieux, André Masson contribuera à faire de l'entreprise Angénieux un leader mondial des optiques spéciales et de précision.
Auteur de 26 brevets, il est l'inspirateur et l'animateur d'équipes qui ont mis au point des appareils et des procédés très novateurs pour l'espace, la médecine, la télévision et la défense :
- Audiovisuel : il est à l'origine du Zoom 42 x (grossissement 42), record du monde en 1976, ainsi que des appareils utilisés pour retransmettre les Jeux olympiques de Moscou en 1980.
- Espace : il a mis au point toutes les caméras embarquées sur les missions Apollo, notamment celles qui ont retransmis en direct le premier atterrissage en 1969 (Apollo 11). On lui doit également les optiques qui ont pris les photos de la lune en 1964 (30 cm de résolution), la caméra couleur du Skylab (Apollo-Soyouz) en 1977 et le zoom « très grand angle » de la navette spatiale.
- Médecine : il a développé en 1972 les projecteurs à lumière froide destinés aux blocs opératoires chirurgicaux. Ces projecteurs équipent aujourd'hui plus de 5 000 salles d'opérations dans le monde. Il a également mis au point en 1977 l'endoscope à faisceau orientable.
- Défense : il a développé en 1972 l'imagerie passive en infra-rouge et de nombreuses caméras thermiques.

Jusqu'à la fin de sa vie, il restera proche de la maison Angénieux. Régulièrement il rencontrait les dirigeants de l'entreprise pour échanger des informations… sur les techniques optiques, son credo : Les nano-technologies.